# Юдин, Николай Лукьянович
Никола́й Лукья́нович Ю́дин (14 февраля 1924 — 3 февраля 1945) — участник Великой Отечественной войны, командир взвода 1-го танкового батальона 61-й гвардейской танковой бригады 10-го гвардейского танкового корпуса 4-й гвардейской танковой армии 1-го Украинского фронта, Герой Советского Союза, гвардии лейтенант.

## Биография
Родился 14 февраля 1924 года в селе Бегуч в семье рабочего. Русский.
В 1924 году родители Николая — Анна Ивановна и Лукьян Макарович с грудным младенцем переехали на постоянное местожительство в Майкоп (ныне столицы Республики Адыгея).
Отец работал на комбинате «Лесомебель». В 1928 году он внезапно скончался. Потянулись трудные годы жизни. Оставшись вдовой, Анна Ивановна пошла работать на завод, а Николай был определен в детский дом «Пионер». В 1931 году он поступил в 1-й класс начальной школы № 3, а затем учился в средней школе № 21, ставшей впоследствии школой-интернатом, а ныне гимназией.

### В Великую Отечественную войну
В Великую Отечественную войну Николай окончил 9 классов. Страшный июньский рассвет 1941 года застал Николая в детдоме на школьных каникулах. Чувствуя свою причастность к защите Отечества, он не пошел в 10-й класс, а в августе 1941 года поступил работать учеником в литейный цех завода дубильных экстрактов «Красный Октябрь». Работал очень добросовестно, прислушивался к советам старших. Благодаря своему трудолюбию и настойчивости он в короткое время овладел секретами нелегкого литейного дела и уже мог с успехом соперничать с признанными мастерами. Здесь он вступает в комсомол.
Н. Л. Юдин считает, что его место в боевом строю и настойчиво просится на фронт. Но каждый раз в военкомате получал отказ: еще молод.  Тогда он пишет заявление направить его на учебу в Орловское бронетанковое училище имени М. В. Фрунзе, которое эвакуировалось. дислоцировалось в Майкопе и размещалось в военном городке возле дубзавода. Просьба Николая была удовлетворена и в марте 1942 года он стал в 17 лет курсантом  1-й танковй курсантской роты.
Воевал командиром орудия танка в составе Майкопской танковой бригады, сформированной на базе училища. 20 августа вернулся в училище. 24 марта 1943 года Н. Л. Юдин получил звание лейтенанта и в составе 78 выпускников был направлен в 197-ю Свердловскую танковую бригаду Уральского добровольческого танкового корпуса, сформированную из добровольцев области.
Боевое крещение 18-летний командир танка получил 27 июля 1943 года в ходе Орловской операции в боях на Курской дуге в составе 197-й (с октября 1943 года — 61-й гвардейской) Свердловской танковой бригады. В бою в начале августа под огнём противника вернулся к подбитому танку товарища и отбуксировал его в безопасное место. В составе бригады участвовал в освобождении Правобережной Украины. Стал командиром взвода, был награждён боевым орденом Красной Звезды.
В ходе боевых действий под Брянском в жизни Николая Лукьяновича произошло знаменательное событие. 19-летний офицер в декабре 1943 года был принят кандидатом в члены Коммунистической партии. В своем заявлении в первичную партийную организацию 1-го танкового батальона он писал: «Прошу принять меня в ряды ВКП(б), так как я желаю в предстоящих боях быть коммунистом и бить гитлеровцев по-большевистски, пока на нашей священной земле не останется ни одного захватчика». А спустя полгода, выдержав кандидатский стаж на полях сражений, он станет коммунистом и с честью будет оправдывать это звание, показывая образцы мужества, отваги и геройства. 
Член ВКП(б) с 1944 года.

### Подвиг
Особо отличился в боях на польской земле в ходе Висло-Одерской наступательной операции.
15 января 1945 года в бою в районе местечка Петрковице (восточнее города Радомско, Польша) взвод Юдина принял на себя контратаку танков и пехоты противника и отбивал её в течение полутора часов. В этом бою Юдин огнём своей машины уничтожил танк «Пантера», бронетранспортёр и самоходное орудие. На следующий день танковая бригада перешла в наступление. Николай Юдин на своем танке ворвался в колонну противника и, увлекая за собой взвод, уничтожил огнём два бронетранспортёра и до 30 автомашин с грузами и пехотой.
Утром 20 января взвод Юдина действовал в составе передового отряда и вышел в реке Варта южнее села Бурзенин (Burzenin). Внезапное появление советских танков вызвало растерянность у немецких солдат, охранявших мост. Три танка на большой скорости ринулись в атаку, открыв огонь по группе немцев, которая спешила к мосту. Сапёры, соскочив с первого танка, бросились к опорам моста и моментально перерезали провода, идущие к зарядам, подготовленным к взрыву. В это время взвод Юдина при помощи десанта разведчиков быстро расправился с артиллерийской батареей противника на западном берегу реки и стал продвигаться на западную окраину Бурзенина.
К концу дня по мосту прошли на запад главные силы 10-го гвардейского Уральско-Львовского танкового корпуса и другие соединения 4-й танковой армии, что позволило выйти к реке Одер на пять суток раньше срока, установленного командующим фронтом. За этот бой младший лейтенант Юдин был представлен к званию Героя Советского Союза.
В письме, направленном комбригом подполковником В. И. Зайцевым и начальником политотдела бригады подполковником И. И. Скопом в адрес Николая Лукьяновича, говорилось:

 «Сегодня, 20 января 1945 года, танк под Вашим командованием первым ворвался на западный берег реки Варты и достиг западной окраины местечка Бурзенин. Вашими смелыми и решительными действиями гордятся танкисты всей бригады. Командование представило Вас к высокой правительственной награде — званию Героя Советского Союза и, поздравляя Вас с успешными боевыми действиями, надеемся, что Вы и впредь будете действовать также дерзко, решительно и поведете свой танк до полного разгрома гитлеровской Германии»— 
.
Это письмо стало достоянием всей бригады и служило для лич-ного состава стимулом для новых героических подвигов. Опыт Н. Л. Юдина активно пропагандировался и изучался среди танкистов. Во всех подразделениях были проведены беседы на тему: «Действовать так, как командир танкового взвода лейтенант Юдин».
Высоко оценил боевые действия Н. Л. Юдина и командующий армией генерал-полковник Д. Д. Лелюшенко. Подписывая на него представление к высшей награде Родины, он сделал следующую приписку: «Тов. Юдин первым захватил мост через реку Варта, не дал взорвать его противнику, своим метким огнем уничтожил 10 орудий, оборонявших мост, этим самым обеспечил стремительное продвижение через реку Варта частей корпуса. Как в прошлых, так и в настоящих боях показывает отвагу, мужество и образцы смелости в выполнении боевых заданий командования всему личному составу бригады. Достоин присвоения звания «Герой Советского Союза».
Пока ходили документы о награждении наступление продолжалось. В районе населённых пунктов Нидер Даммер и Миттель Даммер (ныне соответственно Dąbrowa Dolna и Dąbrowa Środkowa в Польше) западнее города Штейнау (ныне польская Сцинава) 1-й батальон перекрыл дороги, по которым шла помощь к гарнизону противника. 2 февраля в скоротечном встречном бою противник потерял 8 танков и отказался от попыток прорваться к городу. В ходе боя гвардии старший лейтенант Н. Л. Юдин вылез из танка и, стоя на крыле за башней с биноклем, корректировал огонь своего танка. Осколком разорвавшегося вблизи снаряда он был убит.
Указом Президиума Верховного Совета СССР от 10 апреля 1945 года «за проявленные мужество и героизм при захвате моста через Варту и овладение городом Бурзенин» гвардии лейтенанту Юдину Николаю Лукьяновичу присвоено звание Героя Советского Союза.
Первоначально был похоронен на месте гибели. В настоящее время прах Героя покоится на Кутузовском мемориале в Болеславце.

### Высказывания о Юдине Н. Л.
Бывший командир бригады Герой Советского Союза генерал-майор Василий Иванович Зайцев 

 «Я восхищен личностью Юдина. Это был скромный и отважный офицер. Воевал не за славу и ордена, а за Родину, не думая больше ни о чем. Стремился каждый раз выполнять поставленную задачу как можно лучше. Никогда не оставлял товарищей в беде, всегда приходил на помощь».— 
Бывший командир роты старший лейтенант Фадеев Владимир Кузьмич: 

«Скромный и уважительный, Николай Юдин был требовательным, грамотным, храбрым, самоотверженным командиром и надежным товарищем, готовым в трудный час не только не бросить доверенных ему людей, но и защитить их ценой своей жизни...»— 

## Награды
- Медаль «Золотая Звезда» Героя Советского Союза[8];
- орден Ленина[8];
- орден Красной Звезды[4][6].

## Память

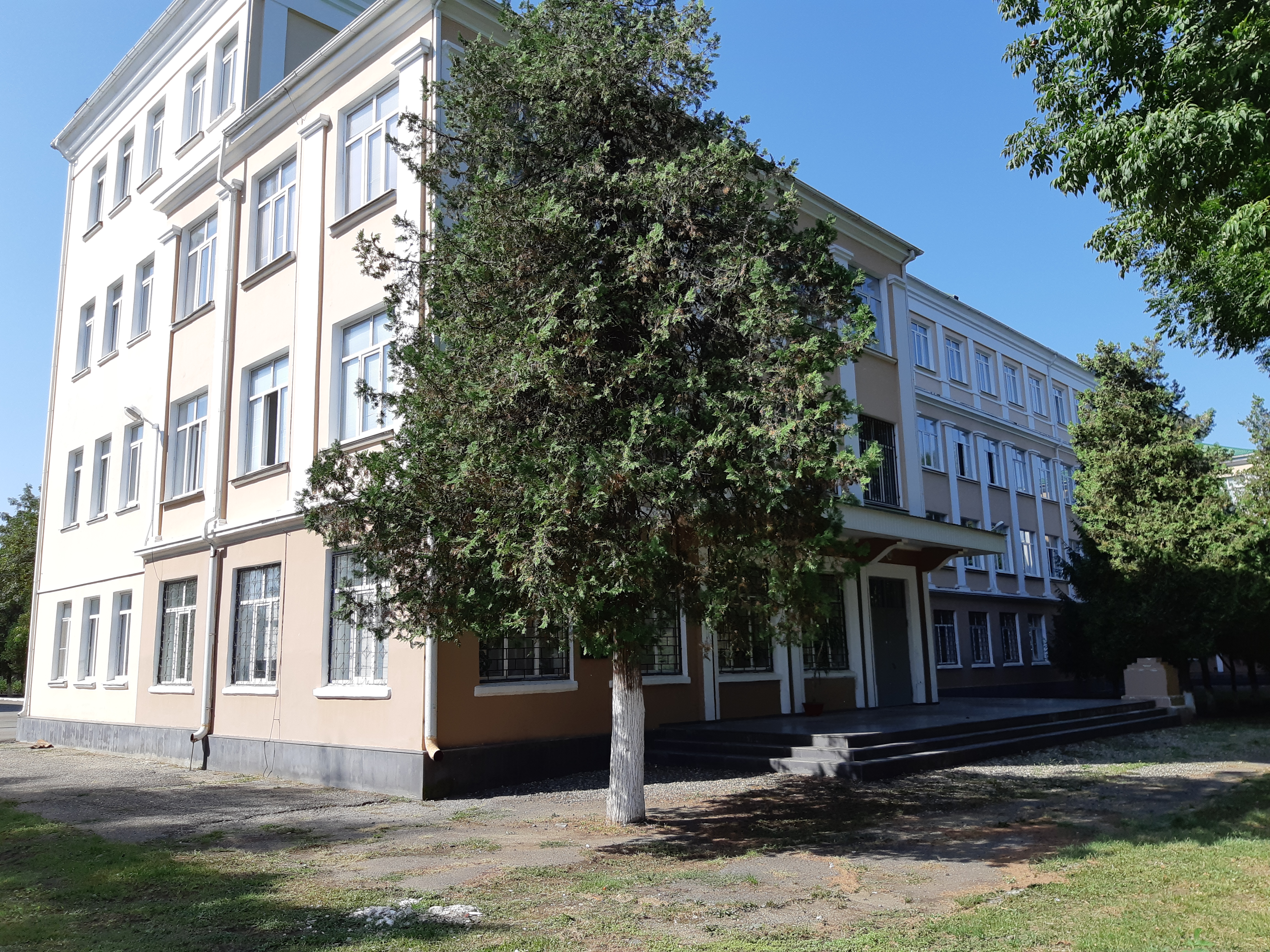
Здание 21-й школы-интерната, где учился Герой Советского Союза Н. Л. Юдин. Советская, 241
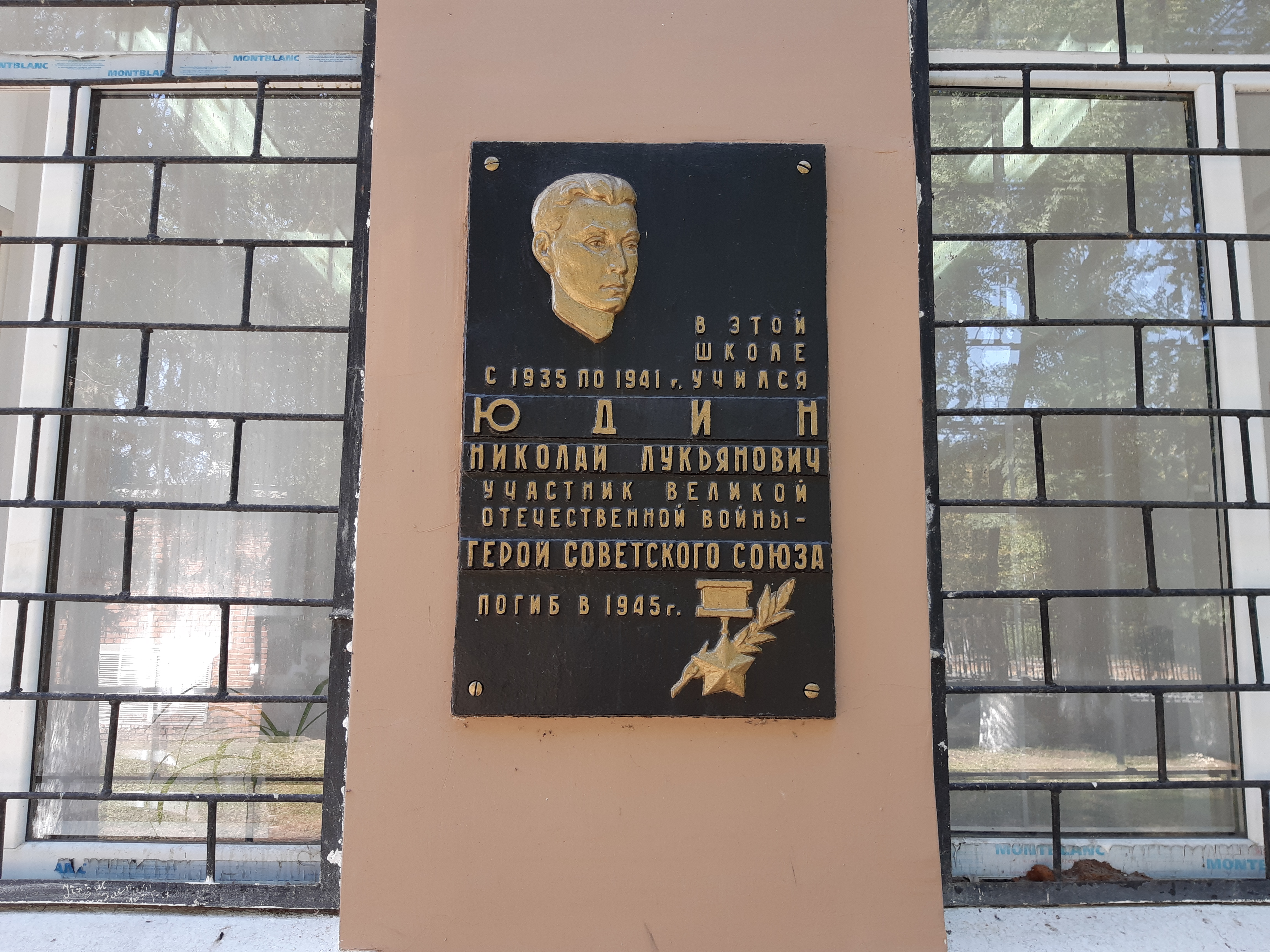
Мемориальная доска на здании школы-интерната № 21 Герою Советского Союза Н. Л. Юдину. Советская, 241
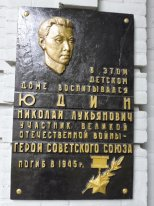
Мемориальная доска Юдину Н. Л. на здании бывшего детского дома «Пионер» по улице Ленина, дом 13 в городе Майкопе
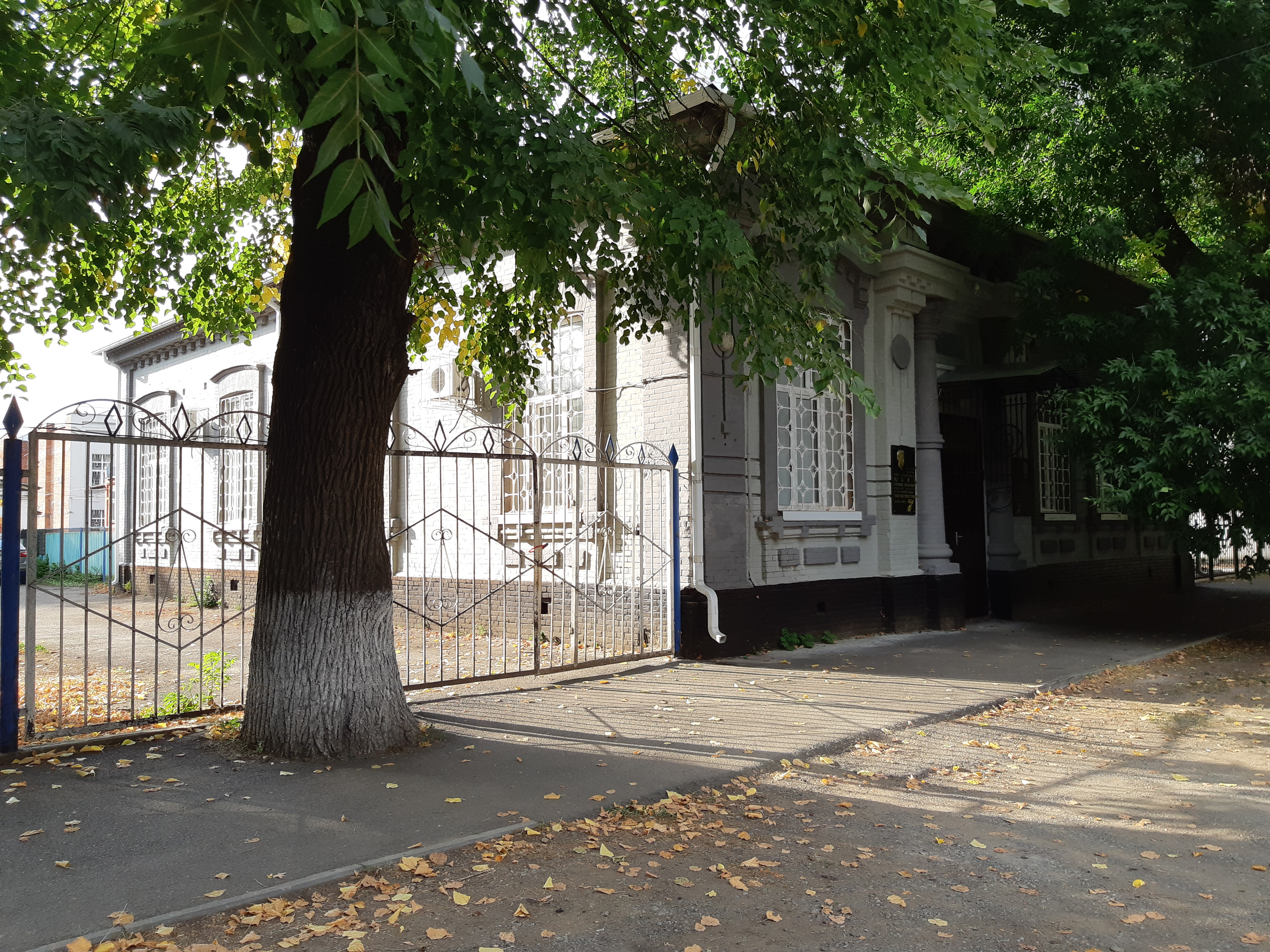
Здание, где в детском доме воспитывались герои Советского союза Н. Л. Юдин и П. И. Степаненко

- Имя Героя носит школа № 7 в городе Майкопе.
- Мемориальная доска установлена на здании бывшего детского дома «Пионер», воспитавшего Н. Л. Юдина (улица Ленина, дом 13), в городе Майкопе.
- Мемориальная доска установлена на здании школы-интерната (Адыгейская республиканская гимназия), в которой учился Герой (улица Советская, дом 241) в городе Майкопе.
- Его имя увековечено в Главном Храме Вооружённых сил России, и навсегда запечатлено на мемориале «Дорога памяти»